# Будинок консисторії (Кам'янець-Подільський)
Будинок консисторії — пам'ятка архітектури національного значення у місті Кам'янці-Подільському Хмельницької області (охоронний № 1645). Розташована на площі Вірменський ринок під № 4.

## Історія
У XVIII столітті на місці сучасної будівлі консисторії була ділянка із трьома будинками, два з яких стояли на червоній лінії площі та один — в глибині. Ділянка належала графу Теодорові Потоцькому, який подарував цю ділянку, разом із спорудами на ній, Приказу громадської опіки — місцевому державному органові, який займався кредитуванням та благодійністю. Із плином часу ці кам'яниці майже зруйнувалися і 1807 року Приказ продав ділянку, де від споруд лишилися тільки рештки стін та два підвали, міському архітекторові Антонію Тіренбергу. Останній зніс руїни і за два роки збудував тут одноповерховий кам'яний будинок та двоповерховий флігель. Після смерті Тіренберга садибу успадкувала його вдова Шарлотта Тіренберг, яка 1834 року продала її Подільській духовній консисторії.
У XIX столітті Кам'янець-Подільський був центром Подільської губернії, а площа Вірменський ринок, де стояла будівля консисторії, — центральною площею міста, її адміністративним та громадським центром. Забудована одно- та двоповерховими кам'яними та дерев'яними будинками площа, площа не відповідала статусу центральної, тому в середині XIX століття будинки на ній почали перебудовуватися у модному тоді стилі класицизму. Першою будівлею, що підпала під реконструкцію, стала будівля консисторії. Проект перебудови розробив архітектор Симеон Учта, який надбудував другий поверх та ще один двоповерховий флігель, у результаті чого будівля набула сучасного вигляду. У головному будинку розмістилася власне консисторія, у флігелі — її архів.
Після Лютневої революції, влітку 1917 року в будинку розмістилася міська Рада робітничих та солдатських депутатів, яка 14 листопада того ж року проголосила у Кам'янці радянську владу. У квітні-травні 1919 року в будинку розташовувався перший міськком комсомолу, з 1925 року — окружна міліція, пізніше — інші різні установи. 1944 року, після звільнення Кам'янця-Подільського від нацистів, у колишньому будинку консисторії розмістилися спочатку школа № 1, пізніше — ветеринарна та агрономічна школи. У другій половині XX століття будинок орендував радгосп-технікум для гуртожитку при своїй школі підвищення кваліфікації.
2000 року будівлю передали Українській автокефальній православній церкві, яка відкрила тут храм Богоявлення Господнього (нині її настоятель —  Мстислав (Гук)). Теперешній настоятель храму отець Мар'ян (Тиркус). З 2019 року після надання православній церкві України  томусу, пройшло об'єднання церков і на цей час цей храм Богоявлення Господнього є храмом православної церкви України.

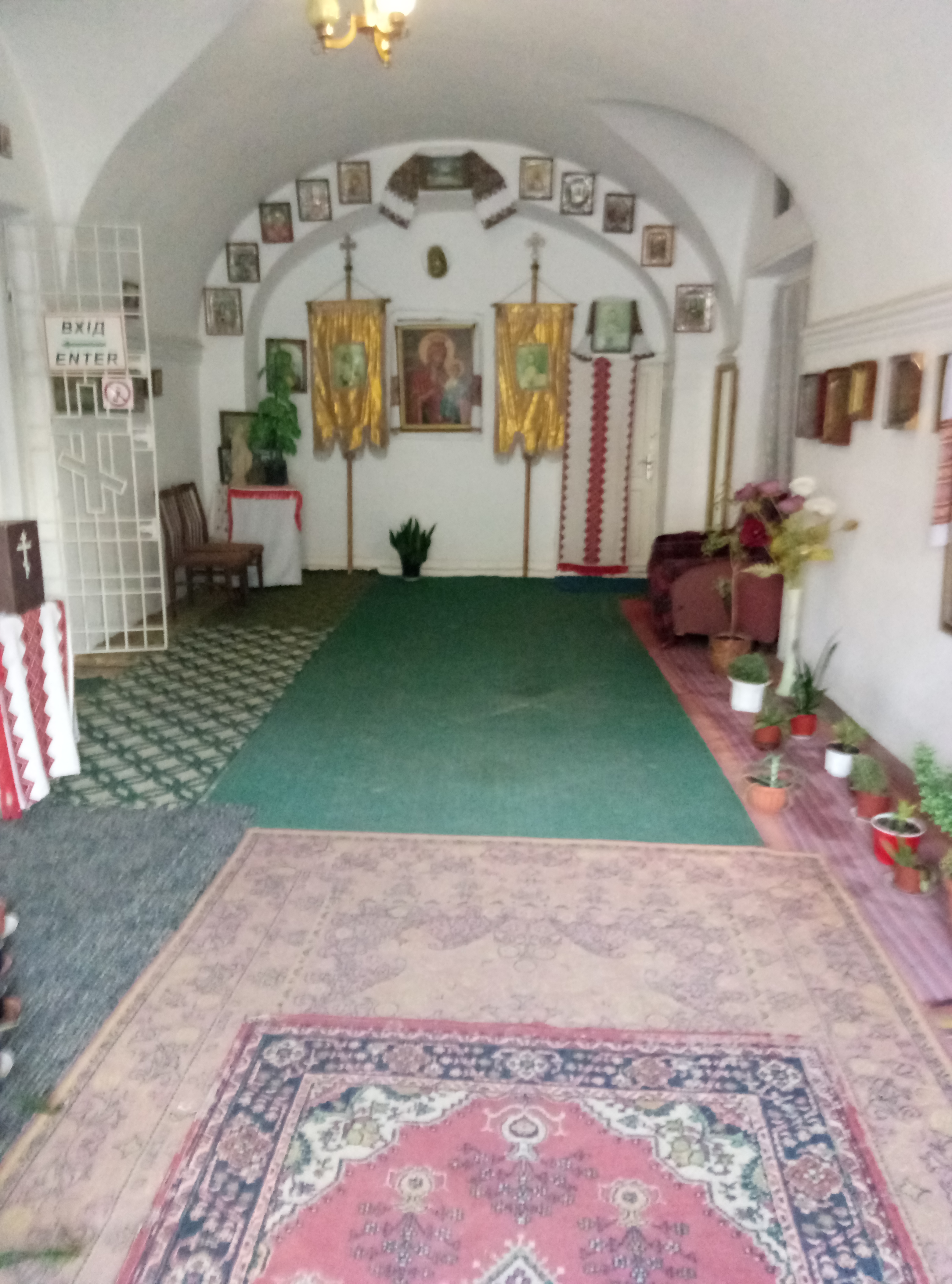
Храм Богоявлення Господнього

## Опис
Будинок кам'яний, двоповерховий, тинькований, у плані досить складний. Загальна площа будівлі становить 610 м². Підвал та перший поверх мають склепінчасті (коробові та хрестові) перекриття із розпалубками, другий поверх — пласкі. Південно-східне крило будинку перекрите чотирма хрестовими склепіннями, які спираються на центральний гранчастий стовп.
Головний фасад виходить на північ і оздоблений у стилі класицизму міжповерховим профільованим поясом та декоруванням стін першого поверху «під руст». Стриманому оздобленню фасаду будинку надають парадності півциркульні перемички віконних отворів другого поверху та профільований карниз з аттиком, що увінчує головний фасад.
Будинок консисторії — характерна пам'ятка громадської забудови другої половини XIX століття.

## Цікавий факт
Восени 1832 року, коли Подільська духовна консисторія ще розташовувалася у невеличкому будинку при Іоанно-Предтечинській церкві, до неї звернувся відставний майор Олексій Сергійович Некрасов за довідкою про народження і хрещення свого сина, яка була потрібна для вступу хлопчика до гімназії. Ця довідка (рос. «метрическая выпись») наразі є єдиним документальним свідченням про час і місце народження видатного поета Миколи Олексійовича Некрасова. 